# جون أوهارا (لاعب كرة قدم أيرلندي)
جون أوهارا (بالإنجليزية: John O'Hara)‏ (18 أبريل 1981 في جمهورية أيرلندا - ) هو لاعب كرة قدم أيرلندي في مركز حراسة المرمى. شارك مع منتخب جمهورية أيرلندا لكرة القدم. أما مع النوادي، فقد لعب مع نادي سليغو روفرز ونادي شمال كارولاينا وWilmington Hammerheads FC ‏.

## وصلات خارجية
- جون أوهارا على موقع قاعدة بيانات كرة القدم.إي يو (الإنجليزية)